# Municipio de San Andrés Cholula
El municipio de San Andrés Cholula también conocido simplemente como San Andrés, es un municipio en el estado mexicano de Puebla, localizado en la región centro-occidental del mismo. Su cabecera municipal es la localidad de San Andrés Cholula, está localizada a aproximadamente 8 km al poniente o al oeste de la capital del estado. San Andrés Cholula colinda al noroeste y norte con San Pedro Cholula, al noreste y este con Puebla de Zaragoza, al sur con Ocoyucan, al oeste con San Gregorio Atzompa y al extremo oeste con San Jerónimo Tecuanipan. El municipio es parte de la Zona Metropolitana de Puebla-Tlaxcala.

## Toponimia
Existen dos versiones acerca de la procedencia del nombre náhuatl "Cholula". La primera afirma que proviene de chololli, que significa "fugitivo" o "que huye" y el sufijo -lan que indica un lugar. La segunda versión afirma que proviene del verbo chololoa, que significa "correr el agua". A partir de estas dos hipótesis se puede decir que el significado de Cholula es ya sea "lugar de los que huyeron", en posible referencia a la migración tolteca-chichimeca que arribó a Cholula alrededor del año 1000 de la era cristiana; o bien "lugar donde corre el agua". El nombre de «San Andrés» fue añadido a la llegada de los españoles en honor al santo patrono designado para la ciudad, Andrés Apóstol.

## Símbolos

### Escudo
El gobierno municipal de San Andrés Cholula tiene un escudo donde se puede apreciar una figura con el texto de "Cholula", y los bordes del escudo son verdes.

### Bandera
El municipio y ciudad de San Andrés Cholula tienen una bandera, la cual es solo el escudo municipal al centro dentro de un pendón blanco, la bandera es usada por autoridades gubernamentales, sin embargo, no se ha adoptado oficialmente.

## Geografía y recursos naturales
San Andrés Cholula, con una extensión de 62 km², se localiza en el Valle de Puebla-Tlaxcala. En la parte del valle en que se ubica San Andrés Cholula no existe prácticamente ningún accidente del terreno, a excepción de la Gran Pirámide de Cholula y la loma en la que se localiza el Observatorio Astrofísico Nacional de Tonantzintla. La altitud promedio del municipio es de 2100 m s. n. m. Las alturas máxima y mínima son 2000 y 2180 m s. n. m.
A través del municipio corre el río Atoyac, uno de los más importantes del estado. Además, existen otros arroyos pequeños, algunos intermintentes. El más importante de estos es el Río Zapatero.
En años pasados, con el desarrollo de la zona comercial y residencial Angelópolis, Cholula ha perdido lo que conservaba de área natural. Actualmente, el 62% de la superficie forma parte de la zona urbana, mientras que el 38% sirve a la agricultura de riego y de temporal.

### Clima
El clima es, como en gran parte del Valle de Puebla, templado subhúmedo con lluvias en verano. La temperatura media anual está entre los 14 y los 18 °C. El mes más frío es enero, con una temperatura media entre 10 y 16 °C. El mes más cálido es mayo, presentando una temperatura media entre 20 y 22 °C.

## Población
Por su cercanía a la capital del estado, su población ha crecido de forma importante en los últimos años. De acuerdo a los últimos censos realizados por el Instituto Nacional de Estadística y Geografía, el número de habitantes pasó de 45,872 en 1995 a 80,118 en 2005. En 2010, se registró por primera vez una población superior a los 100 mil habitantes.

## Tradiciones

### Las Alfombras
Se elaboran con aserrín teñido de varios colores, brillantina, flores y diversas plantas el día 14 de agosto para recordar la muerte de la Virgen María; San Francisco de Asís y la Feria del pueblo la noche anterior al Viernes Santo para la procesión del Vía Crucis en los pasillos de las iglesias y en algunas calles del centro.

### Altepeilhuitl
Esta actividad es propia de San Pedro Cholula municipio colindante con San Andrés a la cual acuden las imágenes patronales bellamente adornadas con frutas, calabacitas, chiles, mazorcas y pan, es una de las celebraciones más importantes de la región y se ha llevado a cabo en esta ciudad sagrada desde tiempos muy remotos. Se realiza el domingo que antecede al jueves de la Ascensión de Cristo Jesús en la Capilla Real.

### Tlahuanca
Esta festividad también es propia de San Pedro Cholula. Se lleva a cabo el cuarto Lunes de Cuaresma en la Capilla Real, su nombre se deriva de una fiesta que hace años se realizaba por las calles del centro durante la cual se bebía en exceso (tlahuanqui que significa «borracho»), hoy en día hay una procesión solo dentro de la Capilla Real, se reparten cruces de madera y el mayordomo ofrece una comida a todos los peregrinos.

### Fiesta de Pobres y Labradores
También conocida como festividad de la Santísima, ésta es una actividad que dura aproximadamente un mes entre los meses de mayo y junio. En ellan participan: Comerciantes, Tablajeros, Tahoneros, Labradores, Agricultores y Floricultores. Con la bajada de la Santísima Virgen de los Remedios se acompaña por toda la gente de los barrios hacia la parroquia de San Pedro Cholula (municipio colindante de San Andrés) donde permanece por cerca de 30 días y cada gremio y familia dona una misa en acción de gracias. Al término de estas actividades la Virgen retorna a su santuario.

## Desarrollo Inmobiliario
En este municipio se encuentran tres de las cinco zonas financieras de Puebla, tiene una parte de Angelópolis y la Vía Atlixcáyotl, así como la totalidad de Sonata.
Sus edificios más altos son:
Torre Nvbola con 200 metros.
Torre Helea con 151 metros.
Torre Selenite con 150 metros.
Torre Natyvo con 130 metros.
Torre Ejecutiva JV III con 122 metros.
Torre Adamant con 112 metros.
Torre Adamant II con 112 metros.
Torres Sadro Residencias 111 metros.
Torre Ejecutiva JV I y II con 103 y 101 metros.
Punto Horizonte x2 con 100 metros.
Torres Nducha x3 con 100 metros.
Torre Elementa con 100 metros.
Palacio de Justicia Federal con 95 metros.
High Tower 2 con 85 metros.
Sonata Towers x3 con 81 metros.
La Vista Residences con 80.8 metros.
Sonata Hotel con 80 metros.
Torres Médicas con 80 metros.
Blank con 76 metros.
Torres Perseo con 75 metros.
Torre Loreta con 75 metros.
Titanium Centro de Negocios con 72 metros.
High Towers Elite con 71 metros.
High Tower con 71 metros.
Torre Blank con 65 metros.
Torre Mossa con 62 metros.
Vista Turquesa B con 60 metros.
Vista Turquesa A con 60 metros.
Torres Altix con 50 metros.
Torre Inspiralta 1 con 46 metros.
Blue Towers Residencial x3 con 45 metros.
Marsala Angelópolis con 42 metros.
Cuenta con zonas y barrios exclusivos; como Lomas de Angelópolis, La vista Country Club o Villas de las Américas.

## Localidades
El municipio de San Andrés Cholula está compuesto por seis juntas auxiliares y su homónima cabecera municipal. Las localidades que componen dichas juntas son:
- San Antonio Cacalotepec
- San Bernardino Tlaxcalancingo
- San Francisco Acatepec
- San Luis Tehuiloyocan
- Santa María Tonantzintla
- San Rafael Comac

Cada una de las juntas está encabezada por un presidente auxiliar municipal, el cual es elegido por medio de voto popular para un periodo de tres años. Las funciones de la presidencia auxiliar están sujetas a la autoridad municipal.

### San Andrés Cholula
La localidad de San Andrés Cholula es la cabecera del municipio. Está integrada por ocho barrios. Al ser ocho barrios los delimitados en San Andrés, son ocho los templos levantados, uno para cada barrio
- San Juan Aquiahuac
- San Miguel Xochimehuacan
- San Andresito
- Santa María Cuaco
- San Pedro Colomochco
- Santo Niño Macuila
- La Santísima
- Santiago Xicotenco

### San Antonio Cacalotepec
Es una localidad con clima seco y lluvias en verano, con una distancia aproximada a la cabecera municipal de 5 kilómetros y tiene una población aproximada de 7000 habitantes. La actividad preponderante es la agropecuaria, siendo los principales cultivos el maíz, el frijol y forrajes; además la ganadería, la cría aves de corral y puercos.
Tradiciones: Su tradición más destacada es la fiesta patronal de la iglesia de San Antonio, celebrada el 13 de junio en honor de san Antonio de Padua. Este día, los habitantes van a misa, llevan flores y veladoras. En sus hogares preparan mole para celebrar. Uno de los detalles particulares de esta celebración son los chiquihuites y chiquipeztles que son grandes cestas de palma rellenas con frutas, pan y algunas botellas de licor, estas son llevadas a los hogares donde se ha preparado el mole como señal de agradecimiento.
En su gastronomía es principalmente el mole poblano, frijol, tamales, tortilla, entre otras cosas. 
También en algunos de los barrios de la localidad se celebra en San Diego el día13 de noviembre. En Santa María el 15 de agosto pero su feria llega a extenderse días antes. 
Sin embargo no es todo lo que se realiza en esta festividad, ya que en al lado de la iglesia se pone una feria para continuar celebrando; es aquí donde la mayoría de las personas asiste después de las comidas para disfrutar de un antojito poblano, convivir y divertirse en compañía de los seres queridos y amigos.
Atracciones: El ser una comunidad pequeña no significa que no ofrezca un atractivo especial debido a que cuenta con una auténtica escuela de charrería y algunos de los ranchos presentes realizan corridas y enseñan a cabalgar.

### San Bernardino Tlaxcalancingo

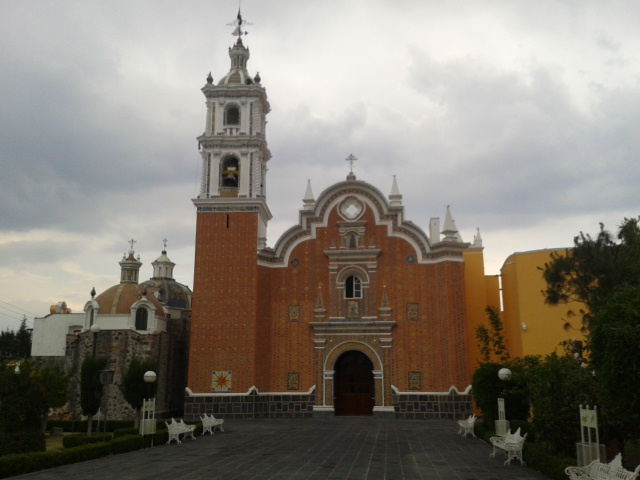
Fachada principal de la parroquia

San Bernardino Tlaxcalancingo se localiza en el suroeste de la ciudad de Puebla, presenta una gran estructura de organización social, política, comunitaria y religiosa, predominando los dos últimos tipos de organización. La junta auxiliar se divide en seis barrios: Galeotitla, Tecmanitla, Xinaxtla, Xochitepec, Cuayantla, Xicotzingo y una colonia denominada Coyotepec. La actividad preponderante es la agropecuaria, siendo los principales cultivos el maíz, el frijol y el nopal, además se crían aves de corral. Su distancia aproximada a la cabecera municipal es de 4 kilómetros y tiene una población de 54517 habitantes de acuerdo al censo de población y vivienda 2010 del INEGI. Aquí está la terminal Tlaxcalancingo de la línea 1 del RUTA.
San Bernardino Tlaxcalancingo se ha destacado por su cultivo nopalero, convirtiéndose en uno de los principales productores de nopal en el municipio.
Algunas de sus fiestas son:
- Feria del Nopal

En esta feria, se ofrecen productos hechos con este alimento, así como diversos platillos, típicos de la región, hechos a base de nopal. Además se presentan numerosos actos culturales, como danza azteca, bailes, presentaciones de música grupera y mariachi.
También podemos encontrar diversos productos y juegos mecánicos.
- Feria Patronal

En esta fiesta se celebra al patrono del lugar, San Bernardino.
- Xochipitzahuac

También llamada la "Fiesta de los Pueblos Indios", es una celebración alegre en la que se presenta danza, música, artesanías y comida. En algunas ocasiones, también se presenta medicina tradicional y trueque. Por lo general se lleva a cabo en el cerro Acahualtepetzin, cerro en el que también, los viernes se pone un tianguis.

### San Francisco Acatepec
Acatepec significa lugar o cerro de carrizos. Se localiza a 10 kilómetros de distancia de la capital poblana, tomando la carretera federal Puebla – Atlixco. 
En este lugar se encuentra la emblemática iglesia dedicada a San Francisco de Asís. El sello característico de esta iglesia es el bien conocido barroco indígena. Actualmente la estructura interna que se aprecia no es la original debido a que en el año de 1940 sufrió un incendio que terminó con una gran parte el decorado que había sido elaborado con madera y cubierto con una capa de oro de 14 quilates, siendo la más popular en festividades, y una de esas es la del santo patrono San Francisco de Asís, ya que son muy católicos y lo veneran mucho, cada 4 de octubre se realiza la feria, donde la comunidad se llena de fuegos pirotécnicos,se elabora el mole poblano como tradición. 
Cada mes hacen una festividad dedicada al santo patrón. 
La actividad preponderante es la agropecuaria, siendo los principales cultivos el maíz, el frijol y forrajes, además se crían aves de corral, actualmente muy pocas. Su distancia aproximada a la cabecera municipal es de 6 kilómetros y tiene una población aproximada de 6900 habitantes.

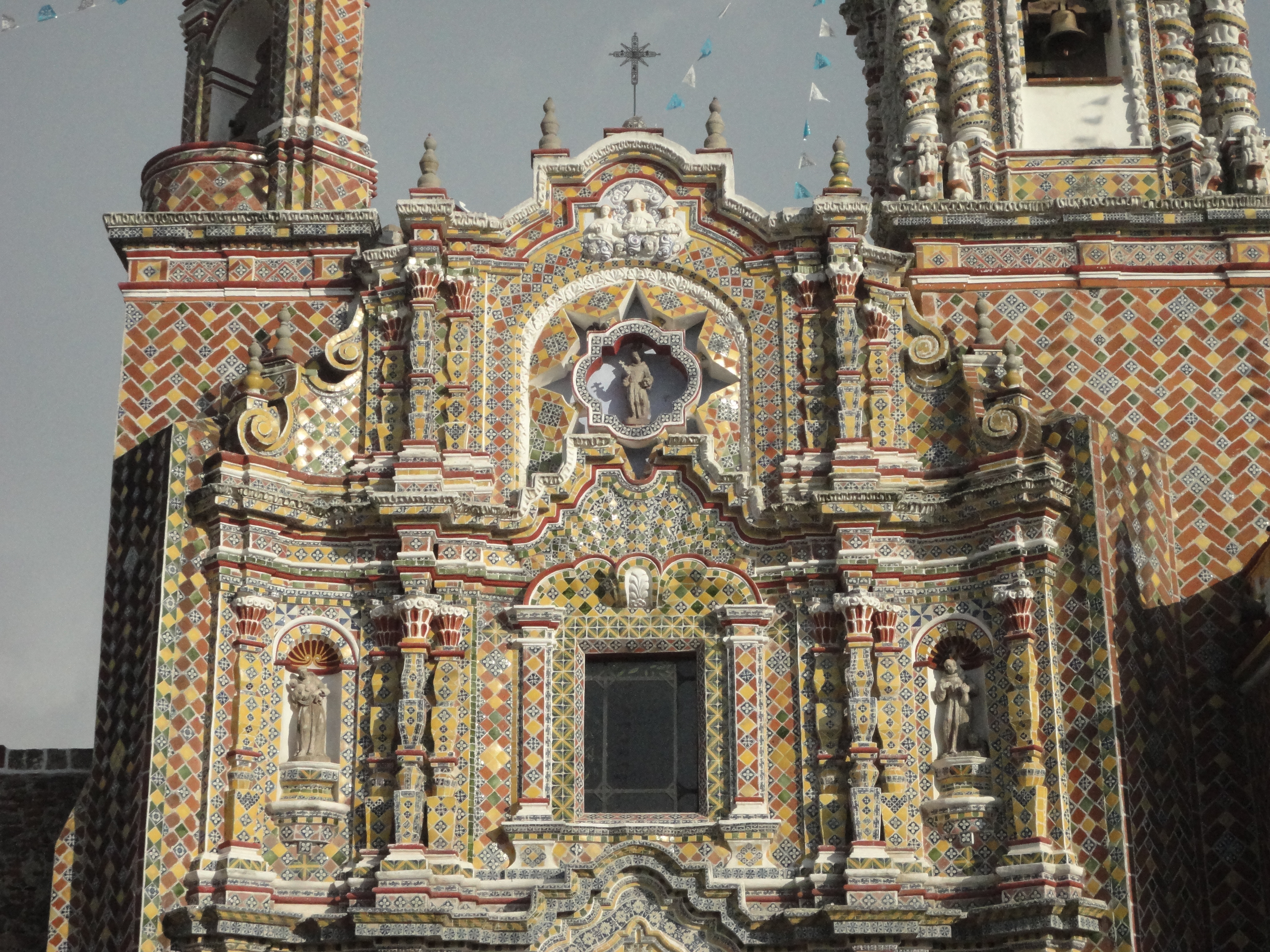
Fachada de Talavera del templo de San Francisco Acatepec

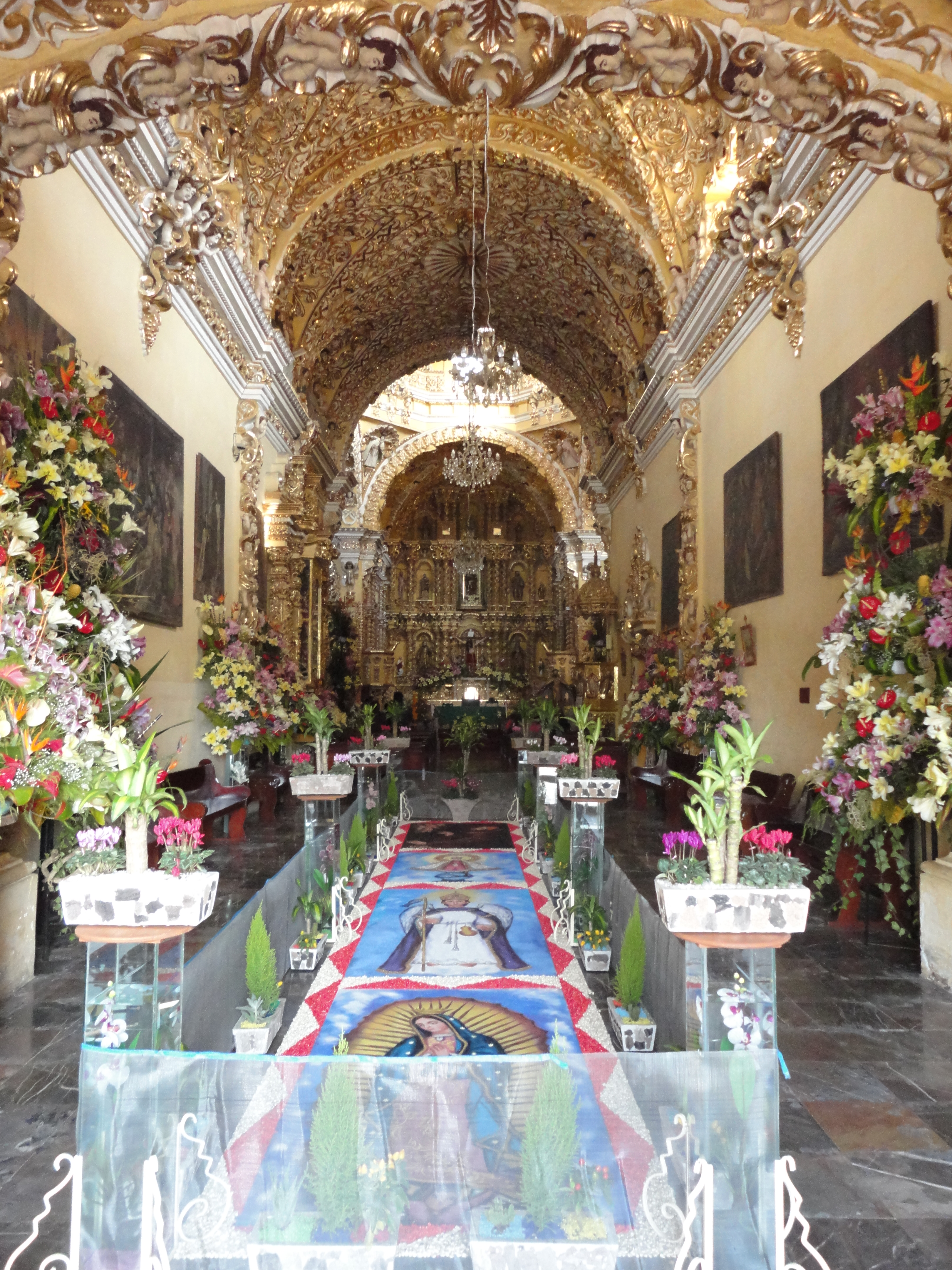
Interior barroco del templo de San Francisco Acatepec

### San Luis Tehuiloyocan
La actividad preponderante es la agropecuaria, siendo los principales cultivos el maíz, el frijol y legumbres, además se crían aves de corral y puercos. Su distancia aproximada a la cabecera municipal es de 5 kilómetros y tiene una población aproximada de 3,848 habitantes.

### Santa María Tonanzintla
La actividad preponderante es la agropecuaria, siendo los principales cultivos el maíz, el frijol y la floricultura, además se crían aves de corral. Su distancia aproximada a la cabecera municipal es de 3.5 kilómetros y tiene una población aproximada de 87 habitantes.

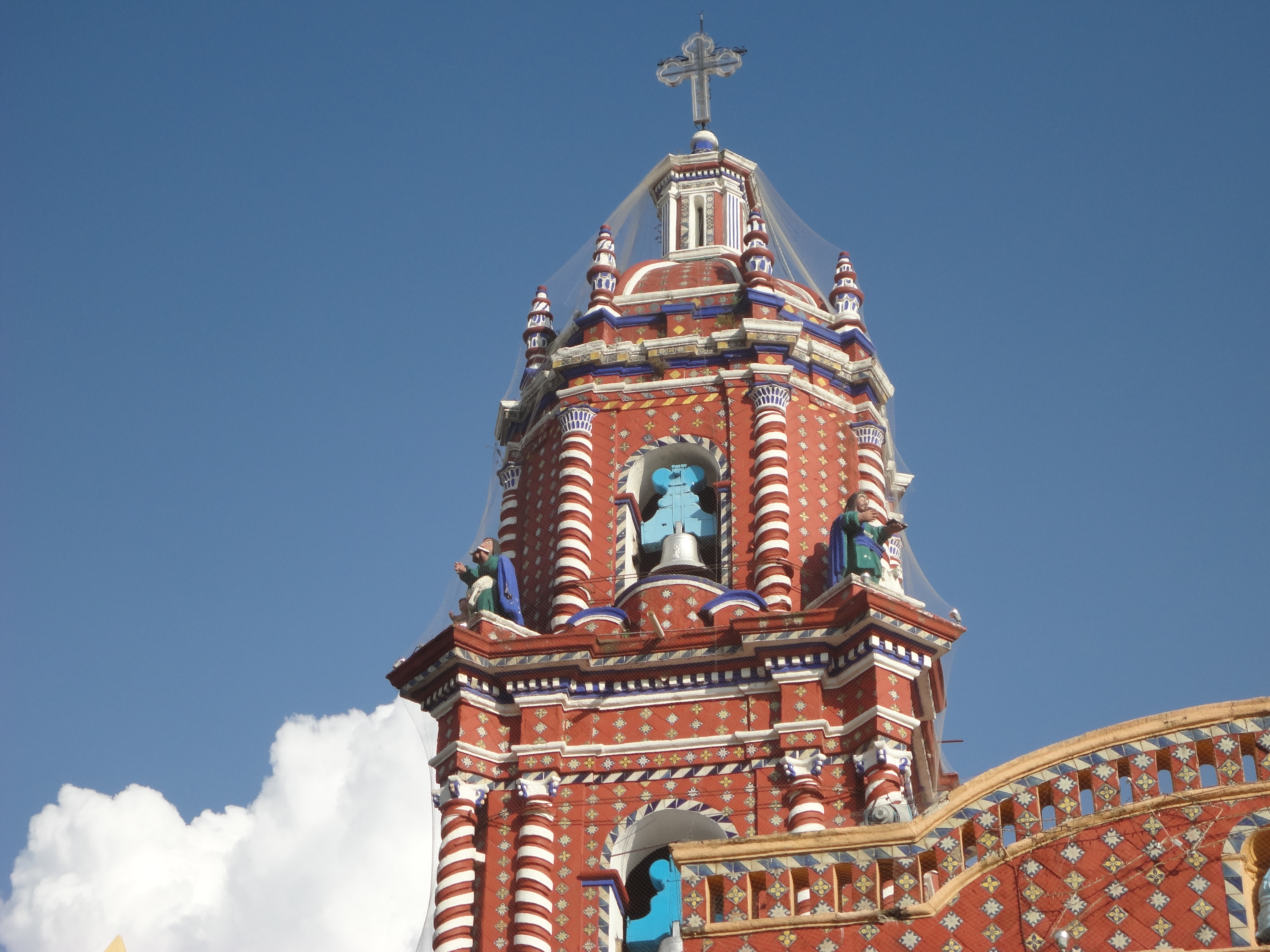
Campanario de Santa María Tonantzintla

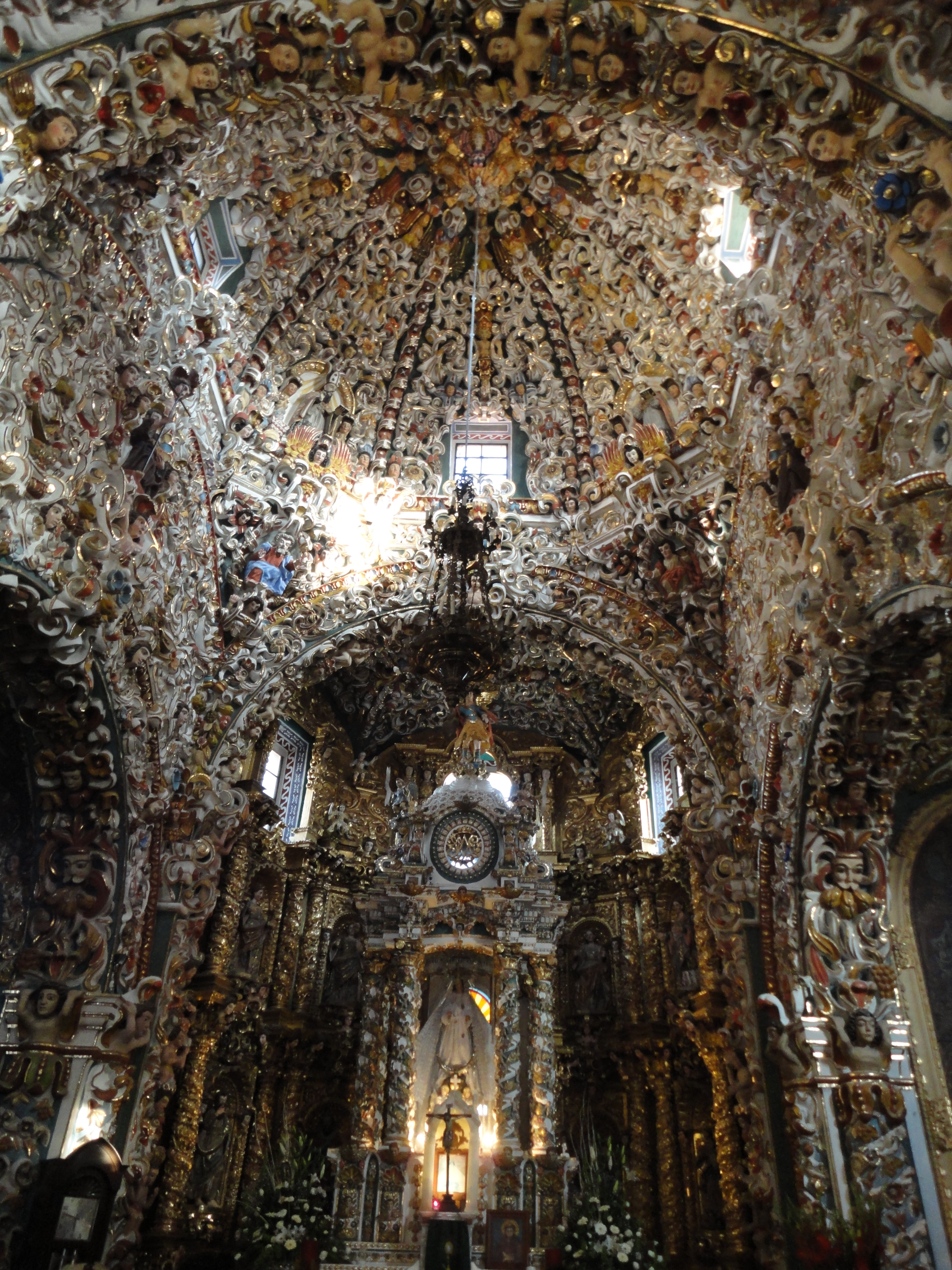
Interior de la Iglesia de Santa María Tonantzintla

### San Rafael Comac
La actividad preponderante es la agropecuaria, siendo los principales cultivos el maíz y el frijol además se crían aves de corral. Su distancia aproximada a la cabecera municipal es de 2 kilómetros y tiene una población aproximada de 2,300 habitantes.

## Turismo

### Zona arqueológica

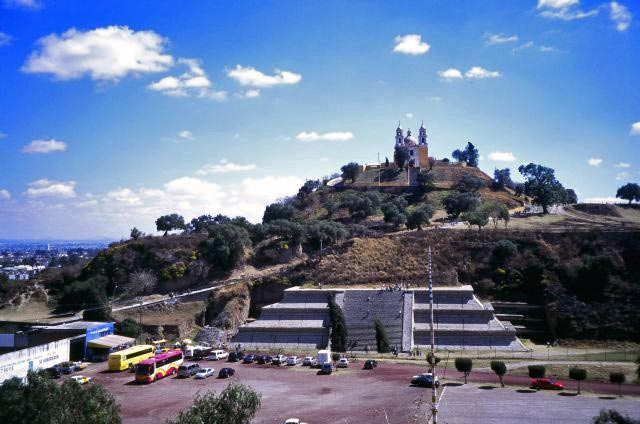
Vista de la Gran Pirámide de Cholula vista desde el lado de San Pedro Cholula. En primer plano se aprecia la reconstrucción de la pirámide de Quetzalcóatl. Sobre la pirámide se puede observar el templo dedicado a la Virgen de los Remedios.

En este municipio se encuentran una gran cantidad de sitios de interés turístico. Quizá el de mayor importancia es la Zona arqueológica de Cholula, en el límite con San Pedro Cholula. En esta zona se levanta la Gran Pirámide de Cholula, conocida también con el nombre de Tlachihuatépetl —en náhuatl: «cerro hecho a mano»—, dedicada a Chiconauhquiáhuitl, o dios de las nueve lluvias. La pirámide tiene la apariencia de un cerro piramidal. Esta apariencia deriva del hecho de estar compuesta por una serie de pirámides superpuestas una sobre otra. Era costumbre antes de la llegada de los españoles construir un nivel al finalizar un ciclo solar, cubriendo el anterior con tierra. De ahí deriva el nombre de Tlachihuatépetl. Se han excavado dentro de la pirámide un total de ocho kilómetros de túneles, gracias a los cuales se han podido encontrar murales prehispánicos, el más famoso de los cuales es el llamado «mural de los bebedores de pulque».
A un costado de la pirámide se encuentra un monumento reconstruido que había estado dedicado a Quetzalcóatl. Junto a este, se encuentra el patio donde se observan algunos altares de mármol, monolitos y otros hallazgos de interés turístico. Tanto este patio como los túneles dentro de la pirámide están abiertos al público. Asimismo es posible ascender a la cima de la pirámide.
En la cima del Tlachihuatépetl se encuentra un templo católico dedicado a la Virgen de los Remedios. Este fue construido en el siglo XVI a la llegada de los españoles y desde entonces se convirtió en un centro de peregrinación para los fieles de la región. En el siglo XIX fue destruido por un terremoto, después de lo cual fue reconstruido.

### Monumentos coloniales
Existen en San Andrés Cholula una gran cantidad de edificios que datan de la época colonial. De entre estos los más destacados son los templos decorados al estilo barroco novohispano. Estos templos se caracterizan por su exuberante ornamentación con motivos indígenas que se incorporan a la tradición católica, tales como querubines con penachos de plumas, canastas de frutas etc. Como ejemplos de éstos están los templos de San Francisco Acatepec, de Santa María Tonantzintla (“lugar de nuestra madrecita” está iglesia presenta un estilo neobarroco, construida entre el siglo XVII y XVIII con cuatro etapas de edificación, en la última se le agregó una fachada de ladrillos y azulejo, al interior se encuentra revestida por una decoración de tipo barroco sin embargo presenta en sus detalles como piletas, arcos, retablos y cúpula un estilo marcado por el novohispano) y de San Bernardino Tlaxcalancingo.

### Otros atractivos
En las faldas del gran basamento piramidal de Cholula se encuentra el Museo Regional de Cholula, que muestra colecciones de arte prehispánico, virreinal y artesanías de todo el estado de Puebla.
En este municipio se encuentra el Jardín Etnobotánico Francisco Peláez R., especializado en coleccionar plantas utilizadas por el ser humano a través de los siglos.
También existe un parque zoológico en San Bernardino Tlaxcalancingo, dedicado a la fauna silvestre y en peligro de extinción.

### Viaje en globo
Del 3 al 5 de mayo de 2013 se lleva a cabo la primera edición del Festival de Globos Aerostáticos en Cholula, que está programado por parte del ayuntamiento, ser un evento anual permanente en la vida recreativa de la ciudad. En un esfuerzo conjunto entre el gobierno de la ciudad y el sector privado se consiguen presentar veinte globos aerostáticos para que los asistentes puedan disfrutar de dos tipos de viajes: 
Vuelo libre con duración entre 45 a 60 minutos, alcanzando una altura de 1 km.
Vuelo cautivo con duración entre 3 y 5 minutos, alcanzando una altura máxima de 40 metros, el globo permanece sujeto al suelo en todo momento por una cuerda.
Las actividades se realizan en las canchas ubicadas a un lado de la Pirámide de Cholula y además de los viajes en globo toda la familia está invitada a disfrutar de actividades al aire libre, conciertos y muestras gastronómicas tradicionales.

### Zona Angelópolis

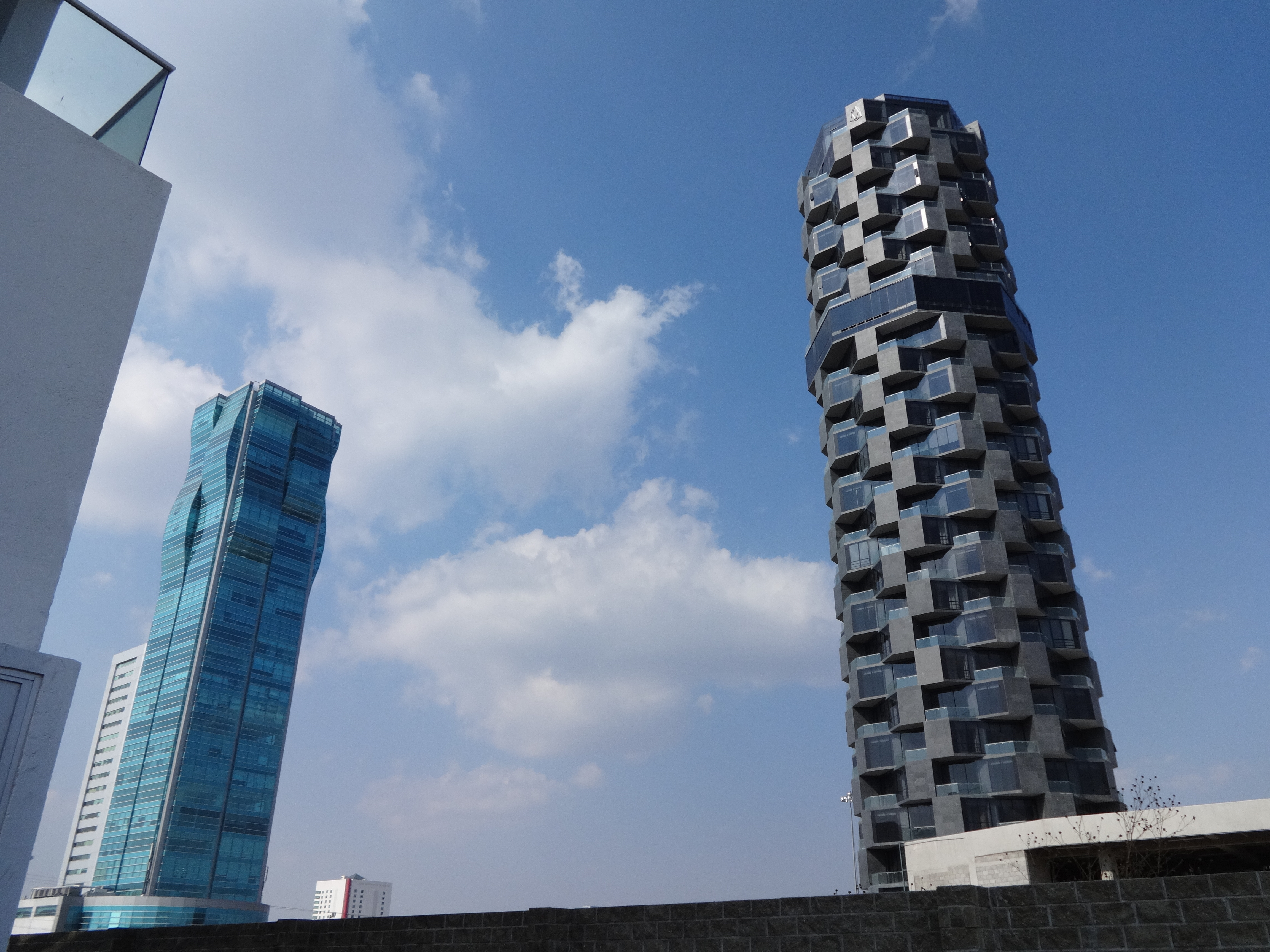
Edificios en Angelópolis, ubicados en San Andrés Cholula.

La zona de Angelópolis es una reserva territorial ubicada entre los municipios de San Andrés Cholula, Puebla y Ocoyucan. Es una de las zonas más modernas y con mayor plusvalía de la Zona Metropolitana de Puebla.
En esta zona se encuentran varios clústers, desarrollos y fraccionamientos exclusivos como La Vista Country Club, Lomas de Angelópolis y el naciente proyecto NUBIA Residencial, universidades como la Universidad Iberoamericana Puebla y la Universidad Anáhuac. Nvbola Tower y sus 198 metros que lo convierte en el edificio más alto del municipio y el segundo más alto de la  Zona metropolitana de Puebla-Tlaxcala y para uso residencial más alto de todos, y la Torre Helea es otro rascacielos de la ciudad, y gracias a su diseño hace que sea uno de los rascacielos más bellos de América Latina.[cita requerida]
Tanto San Andrés Cholula como Puebla de Zaragoza tienen varios rascacielos que entran a la selecta lista de los más altos del país cuyos usos son residencial, de oficinas y hotelero, todos en conjunto crean el skyline de Puebla Anexo:Rascacielos en Puebla. Además de contar con varias tiendas departamentales, plazas, centros comerciales, concesionarios de marcas de autos de lujo y deportivos y con algunos de los mejores hospitales privados de Puebla. A lo largo de la Vía Atlixcayotl que es una de las avenidas más importantes y la que recorre toda la zona de Angelópolis, dentro de su camellón se encuentra la ciclovía, que forma parte de la extensa red de ciclorruta de la metrópoli, destacando que también se encuentran la mayoría de negocios que dan cara a la importante vialidad.

## Educación

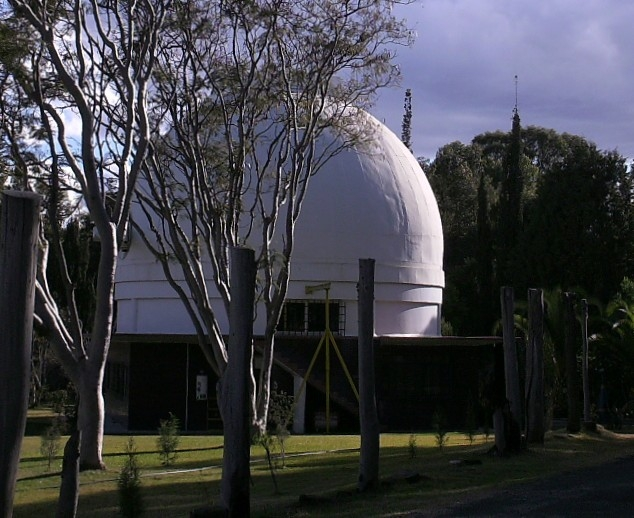
Telescopio de 1 m en el Observatorio Astrofísico Nacional de Tonantzintla.

En el municipio de San Andrés Cholula se encuentran importantes centros educativos entre los que se pueden destacar: 

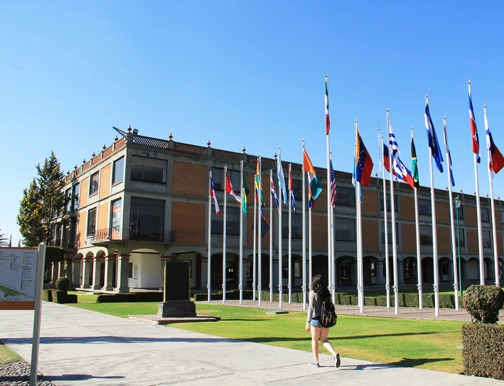
Plaza de las banderas UDLAP

- Universidad de las Américas de Puebla. Una de las universidades privadas más importantes y reconocidas a nivel nacional e internacional. Se encuentra ubicada en la antigua hacienda de Santa Catarina Mártir, al oriente del municipio, cerca del límite con San Pedro Cholula.
- Instituto Tecnológico y de Estudios Superiores de Monterrey, Campus Puebla. Campus número 33 del Tecnológico de Monterrey, una de las universidades privadas de más prestigio en Latinoamérica.
- Instituto Nacional de Astrofísica, Óptica y Electrónica. Ubicado en la junta auxiliar de Santa María Tonantzintla. Es uno de los centros astronómicos más importantes del país. En sus instalaciones se encuentra el Observatorio Astrofísico Nacional de Tonantzintla. Además es la sede del proyecto del Gran Telescopio Milimétrico.
- Universidad Iberoamericana Puebla. Es una universidad privada y jesuita ubicada en la zona Angelópolis . La Universidad Iberoamericana Puebla fue fundada en 1983 y es una de las universidades más prestigiosas de la región, además de pertenecer al Sistema Universitario Jesuita.
- Universidad Madero. La Universidad Madero tiene su origen en el Instituto Mexicano Madero, instituto con gran prestigio y antigüedad, la UMAD es una institución de educación superior de la Iglesia Metodista.
- Universidad del Valle de México. Actualmente, la Universidad del Valle de México cuenta con 36 campus alrededor de la República Mexicana, lo que se traduce en un liderazgo indiscutible en materia de Educación Superior al ser la primera comunidad universitaria privada más grande del país.
- Universidad Anáhuac. Es una de las instituciones educativas privadas de nivel superior de mayor prestigio en México, pertenece a la congregación católica religiosa de los Legionarios de Cristo.

## Deportes
El deporte más popular en San Andrés es el fútbol, tanto así que en todo el municipio hay diversas canchas para dicho deporte ya sean públicas o privadas y a pesar de que no se cuenta con un equipo profesional, aun así se suelen organizar torneos de clase amateur.

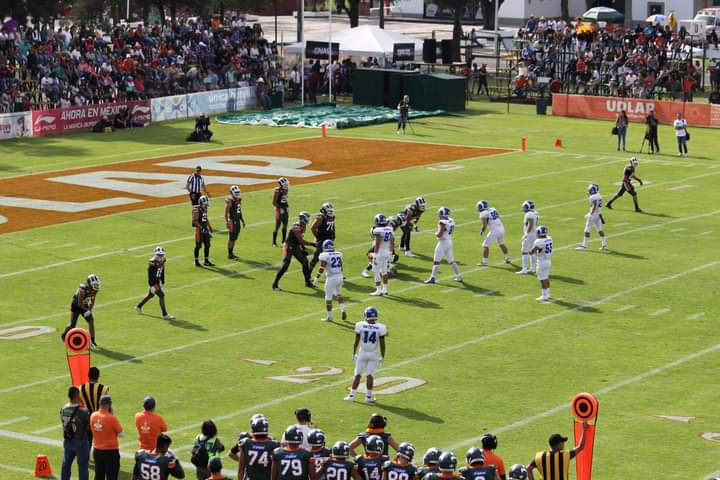
Estadio Templo del Dolor durante un partido de Aztecas.

Otro deporte de gran popularidad es el fútbol americano, principalmente por los equipos colegiales de la Universidad de las Américas Puebla y el Tecnológico de Monterrey Campus Puebla, los cuales son los Aztecas UDLAP y Borregos Puebla respectivamente, ambos tienen canchas propias, llegándose a considerar como estadios pero de reducida capacidad. Tanto Aztecas como Borregos participan en la conferencia principal de la ONEFA llamada "Los 14 Grandes", que es la liga de fútbol americano colegial más importante de México. El partido que se disputa entre ambos equipos se le conoce como "Derby de San Andrés".

## Presidentes Municipales
A continuación se en listan los presidentes municipales de San Andrés Cholula.
| Presidente                              | Periodo   | Partido | Coalición |
| --------------------------------------- | --------- | ------- | --------- |
| José David Solís                        | 1987-1990 |         |           |
| Primo Cuautle Rojas                     | 1990-1993 |         |           |
| Ángel Abraham Cuautle Ramírez           | 1993-1996 |         |           |
| José Gregorio Jaime Morales Tecpanécatl | 1996-1999 |         |           |
| José Eliuth Solís Tototzintle           | 1999-2002 |         |           |
| José Guillermo Margarito Paisano Arías  | 2002-2005 |         |           |
| Omar Eudoxio Coyopol Solís              | 2005-2008 |         |           |
| David Cuautli Jiménez                   | 2008-2011 |         |           |
| Miguel Ángel Huepa Pérez                | 2011-2014 |         |           |
| Leonocio Paisano Arias                  | 2014-2018 |         |           |
| María Fabiola Karina Pérez Popoca       | 2018-2021 |         |           |
| Edmundo Tlatehui Percino                | 2021-2024 |         |           |
| Guadalupe Cuautle Torres                | 2024-act  |         |           |

## Hermanamientos
La ciudad de San Andres Cholula tiene Hermanamientos con las siguientes ciudades alrededor del mundo:
- Tlaxcala de Xicohténcatl, México (2015)[19]
- San Juan Totolac, México (2015)[19]
- San Pablo Villa de Mitla, México (2019).[20]
- Contla, México (2019)[21]
- Tlaquepaque, México (2022)[22][23]
- Candelaria, México (2023)[24]
- Coscomatepec, México (2023)[25]

Ruta de Cortés
El 19 de octubre de 2019, los municipios de Veracruz, Tlaxcala, Puebla y el estado de México; que integran la Ruta de Cortés realizaron una ceremonia conmemorando 500 años de la Matanza de Cholula, y la firma del hermanamiento. Entre los municipios que formaron el hermanamiento se encuentran:
- Xico (Veracruz)
- Xalapa-Enríquez (Veracruz)
- Úrsulo Galván (Veracruz)
- Actopan (Veracruz)
- Teziutlán (Puebla)
- Ixtacamaxtitlán (Puebla)
- San Andrés Calpan (Puebla)
- Tochimilco (Puebla)
- Santa Isabel Cholula (Puebla)
- Cuautinchán (Puebla)
- San Nicolás de los Ranchos (Puebla)
- San Gregorio Atzompa (Puebla)
- Huejotzingo (Puebla)
- Cuautlancingo (Puebla)
- Tepeaca (Puebla)
- Tecali de Herrera (Puebla)
- Juan C. Bonilla (Puebla)
- Tlaltenango
- Nealtican (Puebla)
- Huaquechula (Puebla)
- Contla de Juan Cuamatzi (Tlaxcala)
- Zacatelco (Tlaxcala)
- Papalotla de Xicohténcatl (Tlaxcala)
- Natívitas (Tlaxcala)
- Apetatitlán de Antonio Carvajal (Tlaxcala)
- Tepeyanco (Tlaxcala)
- Xicohtzinco (Tlaxcala)
- Hueyotlipan (Tlaxcala)
- Ozumba (México)